# پلا، اردن

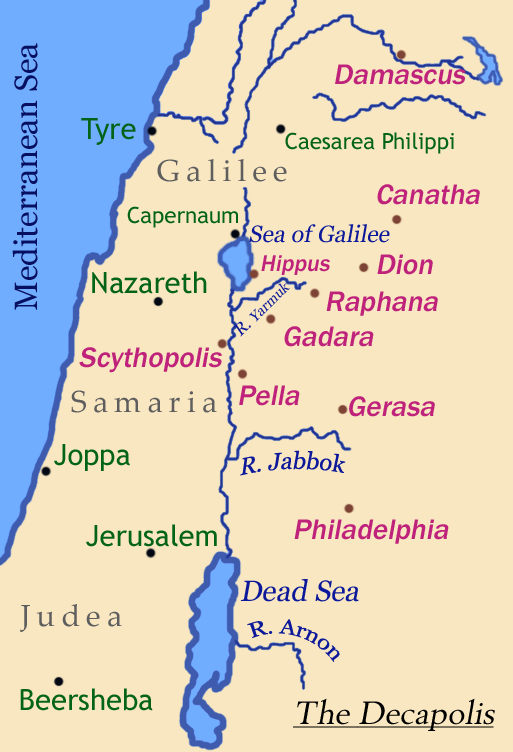
نقشه از Decapolis نشان دادن محل پلا..

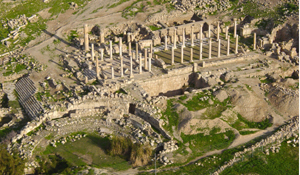
کلاسیک پلا، ۲۰۰۵.

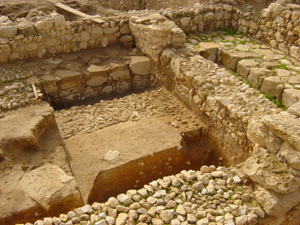
پروژه حفاری پلا - یک معبد.

پلا (انگلیسی: Pella, Jordan) (عربی: طبقة فحل شناخته می‌شود) روستا و محل ویرانه‌های باستانی در شمال غربی اردن است.
این منطقه نیم ساعت با ماشین از اربد، در شمال کشور فاصله دارد.
پلا در دره اردن در ۱۳۰ کیلومتری از شمال عمان واقع شده، و سایت به طور کامل از دوران نوسنگی اشغال شده. برای اولین بار در قرن ۱۹ میلادی در کتیبه‌های مصری به آن اشاره شد، و نام آن به پلا تغییر داده شد.

این شهرستان محل یکی از اولین کلیساهای مسیحیت بود؛ و با توجه به اوسبیوس قیصری از قیصریه را یک پناهگاه برای مسیحیان بیت المقدس در قرن ۱ میلادی که در حال فرار از جنگ یهودی روم بودند بود